# Порівняння смартфонів Google Nexus
Нижче наведено порівняльний список смартфонів, що належать до лінійки пристроїв Google Nexus, які використовують операційну систему Android.
| Model                    | Nexus One | Nexus S | Galaxy Nexus                                                                                                   | Nexus 4 | Nexus 5 | Nexus 6 | Nexus 5X | Nexus 6P |
| ------------------------ | --- | --- | --- | --- | --- | --- | --- | --- |
| Статус                   | Знято з виробництва, не підтримується | Знято з виробництва, не підтримується                                                                                         | Знято з виробництва, не підтримується                                                                          | Знято з виробництва, не підтримується                                                                           | Знято з виробництва, не підтримується                                                                                            | Знято з виробництва, не підтримується | Знято з виробництва, не підтримується | Знято з виробництва, не підтримується |
| Виробник                 | HTC | Samsung | Samsung | LG | LG | Motorola Mobility | LG | Huawei |
| Кодова назва моделі      | Passion | Crespo / crespo4g | Maguro/Toro/Toroplus                                                                                           | Mako | Hammerhead | Shamu | Bullhead | Angler |
| Кодове ім'я ПЗУ          | passion / passion_vf | soju / sojua / sojuk /sojus                                                                                                   | yakju / takju / mysid /micacea                                                                                 | occam | Hammerhead | Shamu | Bullhead | Angler |
| Вийшов                   | Січень 2010 | Грудень 2010 | Жовтень 2011                                                                                                   | Жовтень 2012 | Жовтень 2013 | Жовтень 2014 | Жовтень 2015 | Жовтень 2015 |
| Знято з виробництва      | 19 липня 2010 | 24 травня 2012 (Sprint) 8 червня 2012 (Mobilicity)                                                                            | 29 жовтня 2012 (Google Play Store)                                                                             | 1 листопада 2013 (Google Play Store)                                                                            | 12 березня 2015 | 9 грудня 2015 | 4 жовтня 2016 | 4 жовтня 2016 |
| Зображення               | | | | | | | | |
| Версія Android           | 2.1 Eclair | 2.3 Gingerbread | 4.0 Ice Cream Sandwich                                                                                         | 4.2 Jelly Bean                                                                                                  | 4.4 KitKat | 5.0 Lollipop | 6.0 Marshmallow | 6.0 Marshmallow |
| Оновлюється до           | 2.3.6 Gingerbread | 4.1.2 Jelly Bean | 4.3 Jelly Bean                                                                                                 | 5.1.1 Lollipop                                                                                                  | 6.0.1 Marshmallow | 7.1.1 Nougat | 8.1 Oreo | 8.1 Oreo |
| Останнє оновлення        | Вересень 2011 | Жовтень 2012 | Липень 2013 | Квітень 2015 | Жовтень 2015 | Січень 2017 | Грудній 2017 | Грудній 2017 |
| Стільникові частоти      | GSM 850/900/1800/1900 МГц UMTS 850/1900/2100 МГц or 900/1700/2100 МГц | GSM 850/900/1800/1900 МГц UMTS 900/1700/2100 МГц or 850/1900/2100 МГц CDMA2000 (4G версія)                                    | GSM 850/900/1800/1900 МГц UMTS 850/900/1700/1900/2100 МГц LTE 1900 МГц (Тільки LTE версія)                     | GSM 850/900/1800/1900 МГц UMTS 850/900/1700/1900/2100 МГц LTE 1700 МГц апаратно (вимкнено в програмно)          | GSM 850/900/1800/1900 МГц UMTS 850/900/1700/1900/2100 МГц LTE (США) діапазони: 1/2/4/5/17/19/25/26/41                            | GSM 850/900/1800/1900 МГц LTE (США) діапазони: 2/3/4/5/7/12/13/17/25/26/29/41 CA DL діапазони: B2-B13, B2-B17, B2-29, B4-B5, B4-B13, B4-B17, B4-B29 | GSM 850/900/1800/1900 МГц LTE (США) діапазони: 1/2/3/4/5/7/10/12/13/17/25/26/29/41 CA DL діапазони: B2-B2, B2-B4, B2-B5, B2-B12, B2-B13, B2-B17, B2-B29, B4-B4, B4-B5, B4-B7, B4-12, B4-B13, B4-B17, B4-B29, B41-B41 | GSM 850/900/1800/1900 МГц LTE (США) діапазони: 2/3/4/5/7/10/12/13/17/25/26/29/30/41 CA DL діапазони: B2-B2, B2-B4, B2-B5, B2-B12, B2-B13, B2-B17, B2-B29, B4-B4, B4-B5, B4-B13, B4-B17, B4-B29, B41-B41 |
| Швидкість передачі даних | GPRS Class 10 HSUPA 2 Мбіт/с HSDPA 7.2 Мбіт/с | HSUPA 5.76 Мбіт/с HSDPA 7.2 Мбіт/с WiMAX (4G версія)                                                                          | HSUPA 5.76 Мбіт/с HSDPA 21 Мбіт/с                                                                              | HSDPA 42 Мбіт/с HSPA+ DC-HSPA+                                                                                  | HSDPA 42 Мбіт/с HSPA+ DC-HSPA+                                                                                                   | HSDPA 42 Мбіт/с HSPA+ DC-HSPA+ | HSDPA 42 Мбіт/с HSPA+ DC-HSPA+ | HSDPA 42 Мбіт/с HSPA+ DC-HSPA+ |
| Розмір                   | 119 мм (4,7 дюйм) Д 59,8 мм (2,35 дюйм) Ш 11,5 мм (0,45 дюйм) Т | 123,9 мм (4,88 дюйм) Д 63,0 мм (2,48 дюйм) Ш 10,8 мм (0,43 дюйм) Т                                                            | 135,5 мм (5,33 дюйм) Д 67,94 мм (2,675 дюйм) Ш 8,94 мм (0,352 дюйм) Т 9,47 мм (0,373 дюйм) Т (LTE версія)      | 133,9 мм (5,27 дюйм) Д 68,7 мм (2,70 дюйм) Ш 9,1 мм (0,36 дюйм) Т                                               | 137,84 мм (5,427 дюйм) Д 69,17 мм (2,723 дюйм) Ш 8,59 мм (0,338 дюйм) Т                                                          | 159,26 мм (6,270 дюйм) Д 82,98 мм (3,267 дюйм) Ш 10,06 мм (0,396 дюйм) Т                                                                            | 147,0 мм (5,79 дюйм) Д 72,6 мм (2,86 дюйм) Ш 7,9 мм (0,31 дюйм) Т | 159,3 мм (6,27 дюйм) Д 77,8 мм (3,06 дюйм) Ш 7,3 мм (0,29 дюйм) Т |
| Вага                     | 130 г (4,6 унція) | 129,0 г (4,55 унція) (AMOLED версія) 140,0 г (4,94 унція) (Super-Clear LCD версія)                                            | 135 г (4,8 унція)                                                                                              | 139 г (4,9 унція)                                                                                               | 130 г (4,6 унція) | 184 г (6,5 унція) | 136 г (4,8 унція) | 178 г (6,3 унція) |
| Чипсет                   | Qualcomm Snapdragon 8250 | Samsung Exynos 3 | Texas Instruments OMAP 4460                                                                                    | Qualcomm Snapdragon S4 Pro                                                                                      | Qualcomm Snapdragon 800 | Qualcomm Snapdragon 805 | Qualcomm Snapdragon 808 | Qualcomm Snapdragon 810 |
| Процесор                 | 1 ГГц Qualcomm Scorpion | 1 ГГц одноядерний ARM Cortex-A8                                                                                               | 1.2 ГГц двоядерний ARM Cortex-A9                                                                               | 1.5 ГГц чотириядерний Qualcomm Krait 200                                                                        | 2.26 ГГц чотириядерний Qualcomm Krait 400                                                                                        | 2.65 ГГц чотириядерний Qualcomm Krait 450 | 1.8 ГГц шестиядерний 64-бітний ARMv8-A | 2.0 ГГц восьмиядерний 64-бітний ARMv8-A |
| Графіка                  | Qualcomm Adreno 200 @ 133 МГц | PowerVR SGX540 @ 200 МГц | PowerVR SGX540 @ 384 МГц                                                                                       | Qualcomm Adreno 320 @ 400 МГц                                                                                   | Qualcomm Adreno 330 @ 450 МГц | Qualcomm Adreno 420 @ 600 МГц | Qualcomm Adreno 418 | Qualcomm Adreno 430 |
| Оперативна пам'ять       | 512 МБ LPDDR | 512 МБ LPDDR | 1 ГБ LPDDR2 | 2 ГБ LPDDR2 | 2 ГБ LPDDR3 | 3 ГБ LPDDR3 | 2 ГБ LPDDR3 | 3 ГБ LPDDR4 |
| Пам'ять                  | 512 МБ + картка SD | 16 ГБ iNAND (поділено 1 ГБ внутрішньої пам'яті)                                                                               | 16 або 32 ГБ                                                                                                   | 8 або 16 ГБ | 16 або 32 ГБ | 32 або 64 ГБ | 16 або 32 ГБ | 32, 64 або 128 ГБ |
| Розширюване сховище      | microSDHC роз'єм (підтримується картка до 32 ГБ) | Н/Д | Н/Д | Н/Д | Н/Д | Н/Д | Н/Д | Н/Д |
| Нові підключення         | 3.5 мм TRRS A-GPS Bluetooth v2.1 + EDR micro USB 2.0 Wi-Fi IEEE 802.11b/g/n | NFC | DLNA USB On-The-Go MHL Bluetooth 3.0 (Сумісне обладнання з Bluetooth 4.0) Wi-Fi 802.11a/b/g/n                  | SlimPort Miracast Bluetooth 4.0 бездротова зарядка Qi Видалено USB On-The-Go Видалено MHL на користь SlimPort   | 802.11a/b/g/n/ac USB On-The-Go                                                                                                   | Видалено SlimPort | USB-C Видалено бездротова зарядка Qi | USB-C Видалено бездротова зарядка Qi |
| WLAN/BT                  | Broadcom BCM4329 | Broadcom BCM4329 | Broadcom BCM4330                                                                                               | Qualcomm | Broadcom BCM4339 | Broadcom BCM4354 | Qualcomm QCA6174 | Broadcom BCM4358 |
| GPS                      | Qualcomm | | CSR GSD4T 9600                                                                                                 | Qualcomm | Qualcomm | TBA | TBA | TBA |
| NFC                      | Н/Д | | NXP PN65N | BCM20793S | BCM20793M | BCM20795 | NXP PN548 | NXP PN548 |
| Живлення                 | 1,400 мА·год Літій-іонний акумулятор, яку можна замінити користувачем | 1,500 мА·год Літій-іонний акумулятор, яку можна замінити користувачем                                                         | 1,750 мА·год (HSPA+ версія) 1,850 мА·год (LTE версія) Батарея, яку можна замінити користувачем                 | 2,100 мА·год Літій-полімерний акумулятор, з можливістю бездротової зарядки, яка не підлягає заміні користувачем | 2,300 мА·год Літій-полімерний акумулятор, не підлягає заміні користувачем                                                        | 3,220 мА·год Літій-полімерний акумулятор, з технологією Turbo Charging, яка не підлягає заміні користувачем                                         | 2,700 мА·год | 3,450 мА·год |
| Функціональні кнопки     | Ємнісний сенсорні кнопки | Ємнісний сенсорні кнопки | Екранні кнопки                                                                                                 | Екранні кнопки                                                                                                  | Екранні кнопки | Екранні кнопки | Екранні кнопки | Екранні кнопки |
| Нові можливості          | Мультитач сенсорний екран 3-осьовий акселерометр A-GPS Датчик зовнішнього освітлення Мікрофон Цифровий компас Безконтактний датчик Трекбол                                     | Цифровий компас Wi-Fi hotspot USB тетеринг Олеофобне покриття SIP VoIP Видалено трекбол                                       | Барометр 3-осьовий Цифровий компас Dual microphones for активне шумозаглушення Wi-Fi Direct Олеофобне покриття | Бездротова зарядка Задня частина із кришталевого скла Gorilla Glass 2 DC-HSPA+                                  | LTE, 802.11 a/b/g/n/ac Wi-Fi Композитний детектор і лічильник кроків Gorilla Glass 3 Видалено Задня частина із кришталевого скла | Подвійні фронтальні динаміки на довгій осі | Датчик відбитків пальців Видалено Подвійні фронтальні динаміки на довгій осі | Датчик відбитків пальців Подвійні фронтальні динаміки на довгій осі |
| Дисплей                  | Під час випуску: AMOLED Пізніше: SuperLCD 3,7 дюйм (94 мм) 480×800 px (254 ppi) співвідношення сторін 9:15 24-бітний колір коефіцієнт контрастності 100,000:1 Час реакції 1 мс | 4,0 дюйм (100 мм) Super AMOLED PenTile або Super Clear LCD дисплей (GT-i9023) 480x800 px (233 ppi) співвідношення сторін 9:15 | 4,65 дюйм (118 мм) HD Super AMOLED PenTile 720x1280 px (316 ppi) співвідношення сторін 9:16 Час реакції 10 µs  | 4,7 дюйм (120 мм) "TrueHD+" IPS 768x1280 px (320 ppi) співвідношення сторін 9:15                                | 4,95 дюйм (126 мм) "TrueHD+" IPS 1080x1920 px (445 ppi) співвідношення сторін 9:16                                               | 5,96 дюйм (151 мм) AMOLED PenTile 1440x2560 px (493 ppi) співвідношення сторін 9:16                                                                 | 5,2 дюйм (130 мм) LCD 1080x1920 px (423 ppi) співвідношення сторін 9:16 | 5,7 дюйм (140 мм) AMOLED 1440x2560 px (518 ppi) співвідношення сторін 9:16 |
| Задня камера             | 5 Мп (2,560×1,920) 480p (720×480) відеозапис @ 20 fps або вище LED спалах | 5 Мп (2,560×1,920) LED flash                                                                                                  | 5 Мп (2,592×1,936) 1080p (1920x1080) відеозапис @ 24 fps LED спалах Нульова затримка затвора                   | 8 Мп (3,264×2,448) back-side illuminated sensor 1080p (1920x1080) відеозапис @ 30 fps LED спалах                | 8 Мп (3,264×2,448) сенсор 1080p (1920x1080) відеозапис @ 30 fps LED спалах Оптична стабілізація зображення                       | 13 Мп сенсор Оптична стабілізація зображення Подвійний світлодіодний кільцевий спалах діафрагма f/2,0 Зйомка відео 4K з 30fps                       | 12.3 Мп, F2.0, лазерний автофокус | 12.3 Мп, F2.0, лазерний автофокус |
| Передня камера           | Н/Д | 0.3 Мп (640×480) | 1,3 Мп 720p (1280x720) запис відео із @ 30 fps                                                                 | 1,3 Мп 720p (1280x720) запис відео із @ 30 fps                                                                  | 1,3 Мп 720p (1280x720) запис відео із @ 30 fps                                                                                   | 2 Мп | 5 Мп | 8 Мп |
| Формат SIM-карт          | Mini-SIM | Mini-SIM | Mini-SIM | Micro-SIM | Micro-SIM | Nano-SIM | Nano-SIM | Nano-SIM |
| Медіаформати             | Аудіо AAC, AAC+, eAAC+, AMR-NB, AMR-WB, MP3, MIDI, Ogg, WAV Зображення BMP, GIF, JPEG, PNG Відео H.263, H.264, MPEG-4 SP                                                       | Аудіо AAC, AAC+, eAAC+, AMR, AMR-NB, MP3, Ogg Відео H.264, H.263, MPEG-4, VP8                                                 | Аудіо AAC, AAC+, eAAC+, AC3, FLAC, MP3, Vorbis, WAV Відео H.263, H.264, MP4, WebM                              | Аудіо AAC, AAC+, eAAC+, MIDI, MP3, WAV Відео H.263, H.264, MP4                                                  | Аудіо AAC, AAC+, eAAC+, MIDI, MP3, WAV Відео H.263, H.264, MP4                                                                   | TBA | TBA | TBA |
| Примітки                 | [ 29 ] [ 30 ] [ 31 ] [ 32 ] [ 33 ] | | | [ 34 ] | [ 35 ] | [ 36 ] | | |